# Список країн без збройних сил

Країни без регулярних військових сил,
держави без збройних сил
держави без постійної армії, але з обмеженими військовими силами

Це список країн без збройних сил. Термін «країна» тут означає суверенні держави, а не залежні території (наприклад, Гуам, Північні Маріанські Острови, Бермудські Острови), оборона яких є відповідальністю іншої країни або альтернативної армії. Термін «збройні сили» стосується будь-якої фінансованої урядом оборони, яка використовується для підтримання внутрішньої та зовнішньої політики відповідного уряду. Деякі з перерахованих країн, наприклад, Ісландія та Монако, не мають постійних армій, але все ще мають неполіцейські військові сили.
Багато хто з 21 країни, перелічені тут, зазвичай мають давні угоди з колишньою країною-окупантом. Угода між Монако та Францією існує щонайменше 300 років. Країни-учасниці договору про вільну асоціацію (Маршаллові Острови, Федеративні Штати Мікронезії і Палау) покладаються на оборону Сполучених Штатів та забезпечують розв'язання своїх проблем національної безпеки на щорічних засіданнях Об’єднаного комітету для обговорення питань оборони з Тихоокеанським командуванням США. Андорра має невелику армію і може запросити оборонну допомогу, якщо це необхідно, тоді як Ісландія має унікальну угоду від 1951 року, яка вимагає від США забезпечувати оборону Ісландії, коли це необхідно, хоча постійні збройні сили там не дислокувалися з 2006 року.
Решта країн несуть самостійну відповідальність за власний захист і діють або без будь-яких збройних сил, або з обмеженими збройними силами. Деякі країни, зокрема, Коста-Рика та Гренада, пройшли процес демілітаризації. Інші країни були сформовані без збройних сил, тому що після здобуття незалежності перебували під захистом іншої держави: наприклад, Самоа, яку з 1962 року захищає Нова Зеландія.

## Країни без збройних сил
| Країна                       | Коментарі | Прим.                              |
| ---------------------------- | --- | ---------------------------------- |
| Андорра                      | Андорра не має постійної армії, але підписала договори з Іспанією та Францією про свій захист. Вона має невелику добровольчу армію, яка виконує суто церемоніальні функції. Воєнізований підрозділ спеціального призначення GIPA (підготовлений у боротьбі з тероризмом і порятунку заручників) є частиною національної поліції. Оборонну допомогу надають Франція та Іспанія відповідно до неофіційної угоди між трьома країнами. | [ 14 ] [ 15 ]                      |
| Ватикан                      | Має корпус жандармерії для підтримання внутрішнього правопорядку. Швейцарська гвардія, озброєний підрозділ, якому доручено охорону папи, офіційно підпорядковується Святому Престолу, а не державі-місту. Ватикан не має договору про оборону з Італією, оскільки це порушило б нейтралітет Ватикану, але неофіційно італійські збройні сили захищають Ватикан. Палатинську та Дворянську гвардії скасували в 1970 році. | [ 16 ] [ 17 ] [ 18 ] [ 19 ]        |
| Гренада                      | Не має постійної армії з часів розформування народно-революційної армії в 1983 році після вторгнення США. Королівська поліція Гренади має воєнізовану спеціальну службу для цілей внутрішньої безпеки. За оборону відповідає Регіональна система безпеки (RSS). | [ 20 ]                             |
| Домініка                     | У Домініці немає постійної армії з 1981 року. У поліції Співдружності Домініки є загін спеціального призначення та берегова охорона. За оборону відповідає RSS. У разі війни чи інших надзвичайних ситуацій поліція може діяти як військова сила, якщо це проголошено владою. | [ 21 ] [ 22 ] [ 23 ]               |
| Кірибаті                     | Згідно з конституцією, єдиними дозволеними силами є поліція, яка включає підрозділ морського спостереження для внутрішньої безпеки. Морський нагляд оснащений стрілецькою зброєю та утримує один Патрульний катер тихоокеанського типу «Teanoai». Допомога на оборону надається Австралією та Новою Зеландією згідно з неофіційною угодою між трьома країнами. | [ 24 ] [ 25 ] [ 26 ]               |
| Ліхтенштейн                  | Скасувала свою постійну армію в 1868 році, бо вона вважалася надто дорогою. Армія дозволена лише під час війни, але такої ситуації ніколи не виникало. Ліхтенштейн містить поліцію тактичного підрозділу, оснащеним стрілецькою зброєю для виконання обов'язків щодо забезпечення внутрішньої безпеки. Оборонна допомога надається Австрією та Швейцарією відповідно до неофіційної угоди між трьома країнами. | [ 27 ] [ 28 ]                      |
| Маршаллові Острови           | З моменту заснування країни єдиними дозволеними силами є поліція, зокрема підрозділ морського спостереження для внутрішньої безпеки. Підрозділ морського спостереження оснащений стрілецькою зброєю та утримує один патрульний катер тихоокеанського типу «Ломор». Відповідно до договору про вільну асоціацію, оборона є обов’язком Сполучених Штатів. | [ 29 ] [ 30 ] [ 31 ]               |
| Науру                        | Згідно з неофіційною угодою між двома країнами, за оборону Науру відповідає Австралія. Існує відносно велика озброєна та допоміжна поліції для внутрішньої безпеки. | [ 32 ] [ 33 ] [ 34 ] [ 35 ] [ 36 ] |
| Палау                        | З моменту заснування країни єдиними дозволеними силами є поліція, зокрема підрозділ внутрішньої безпеки з 30 осіб морського спостереження. Морський нагляд оснащений стрілецькою зброєю та утримує один патрульний катер тихоокеанського типу «Remeliik» та один японський патрульний катер «Kedam». Допомога в галузі оборони надається Сполученими Штатами відповідно до договору про вільну асоціацію. | [ 37 ] [ 38 ] [ 39 ]               |
| Самоа                        | З моменту заснування країни не було сформовано жодної армії. Є невелика поліція та підрозділ морського спостереження для забезпечення внутрішньої безпеки. Група морського спостереження оснащена стрілецькою зброєю та має патрульний катер тихоокеанського типу. Існують неофіційні оборонні зв'язки з Новою Зеландією, які зобов'язані розглянути будь-яке прохання про допомогу відповідно до договору про дружбу 1962 року. | [ 40 ] [ 41 ] [ 42 ]               |
| Сент-Вінсент і Гренадини     | Королівська поліція Сент-Вінсент і Гренадини містить два невеликі воєнізовані підрозділи: загін спеціальної служби та берегову охорону, які відповідають за внутрішню безпеку та патрулювання прибережних вод відповідно. Майже всі командери берегової охорони були офіцерами Королівського військово-морського флоту. За оборону відповідає RSS. | [ 20 ] [ 43 ] [ 44 ]               |
| Сент-Люсія                   | Королівська поліція Сент-Люсії містить два невеликі воєнізовані підрозділи, що складаються зі 116 осіб: підрозділ спеціальної служби та берегова охорона, обидва підрозділи відповідають за внутрішню безпеку. За оборону відповідає RSS. | [ 20 ] [ 45 ] [ 46 ]               |
| Соломонові Острови           | Зберігала воєнізовані сили до тяжкого етнічного конфлікту, у який втрутилися Австралія, Нова Зеландія та інші тихоокеанські країни для відновлення закону та ладу. З того часу військові сили не підтримуються. Є порівняно велика поліція та підрозділ морського нагляду для забезпечення внутрішньої безпеки. Група морського спостереження оснащена стрілецькою зброєю й містить два патрульні катери тихоокеанського типу «Auki» та «Lata». Допомога в галузі оборони та охорони правопорядку входила до обов'язків RAMSI до 30 червня 2017 року. | [ 47 ] [ 48 ] [ 49 ] [ 50 ] [ 51 ] |
| Тувалу                       | З моменту заснування країни жодна армія не була сформована. Існує невелика поліція, яка включає підрозділ морського спостереження для внутрішньої безпеки. Підрозділ морського спостереження оснащений стрілецькою зброєю та утримує патрульний катер тихоокеанського типу «Te Mataili» | [ 52 ] [ 53 ]                      |
| Федеративні Штати Мікронезії | На момент заснування країни жодна армія не була сформовано. Єдині дозволені сили — поліція, у складі якої є підрозділ морського спостереження (оснащений стрілецькою зброєю й містить три патрульні катери тихоокеанського типу «FSS Palikir», «FSS Micronesia» та «FSS Independence») для забезпечення внутрішньої безпеки. Оборона є обов'язком Сполучених Штатів відповідно до угоди про вільну асоціацію. | [ 54 ] [ 55 ] [ 56 ]               |

## Країни без постійної армії
| Країна     | Коментарі | Прим.                                            |
| ---------- | --- | ------------------------------------------------ |
| Ісландія   | Немає постійної армії з 1869 року, але є активним членом НАТО. Існувала оборонна угода зі Сполученими Штатами, яка підтримувала Сили оборони Ісландії та військову базу країни з 1951 до 2006 року. Військово-морська авіабаза Кеплавік закрилася наприкінці 2006 року після 55 років служби. Проте США оголосили, що і далі забезпечить оборону Ісландії, але без постійного базування військ у країні. Попри те, що в Ісландії немає постійної армії, у країні діють експедиційні миротворчі сили, система протиповітряної оборони, велика воєнізована берегова охорона, поліцейська служба і тактичний підрозділ. Є також угоди щодо військових та інших операцій безпеки з Норвегією, Данією та іншими країнами НАТО. | [ 57 ] [ 58 ] [ 59 ] [ 60 ] [ 61 ] [ 62 ] [ 63 ] |
| Вануату    | Поліцейські сили Вануату містять воєнізований підрозділ під назвою Мобільні сили Вануату для забезпечення внутрішньої безпеки. Мобільні сили Вануату складаються з майже 300 осіб, які добре озброєні стрілецькою зброєю. | [ 64 ] [ 65 ] [ 66 ]                             |
| Коста-Рика | Стаття 12 Конституції забороняє постійну армію з 1949 року. Однак у країні є громадські сили з обмеженим військовим потенціалом, основна роль яких полягає в охороні правопорядку, внутрішній безпеці та командуванні Службою повітряного спостереження. | [ 67 ] [ 68 ]                                    |
| Маврикій   | Маврикій не має постійної армії з 1968 року. Усі військові, поліцейські та охоронні функції виконують 10 000 військовослужбовців, які перебувають на дійсній службі під командуванням комісара поліції. Національна поліція чисельністю 8 тисяч осіб відповідає за забезпечення правопорядку всередині країни. Також існують спеціальні мобільні сили чисельністю 1500 осіб та національна берегова охорона чисельністю 500 осіб, які вважаються воєнізованими підрозділами. Обидва підрозділи оснащені стрілецькою зброєю. | [ 69 ] [ 70 ] [ 71 ]                             |
| Монако     | Відмовилася від загальних військових вкладень у 17 столітті, оскільки розвиток артилерійських технологій зробив її беззахисною, але досі визнає себе володаркою обмежених збройних сил. Хоча оборона є обов'язком Франції, зберігаються два невеликі військові підрозділи; один переважно обороняє принца та судову владу, а інший відповідає за цивільну оборону та гасіння пожеж. Обидва підрозділи добре навчені та оснащені стрілецькою зброєю. Окрім збройних сил для забезпечення внутрішньої безпеки існує збройна національна поліція. | [ 72 ] [ 73 ] [ 74 ] [ 75 ]                      |
| Панама     | Скасувала свою армію в 1990 році, що було підтверджено одноголосним голосуванням парламенту за зміну конституції в 1994 році. Державні сили Панами складаються з Національної поліції, Національної прикордонної служби, Національної аеронавігаційної служби та Служби інституційного захисту. Вони мають деякий військовий потенціал. | [ 76 ] [ 77 ] [ 78 ]                             |